# Psidium pulverulentum
Psidium pulverulentum är en myrtenväxtart som beskrevs av Carl Karl Wilhelm Leopold Krug och Ignatz Urban. Psidium pulverulentum ingår i släktet Psidium och familjen myrtenväxter. Inga underarter finns listade i Catalogue of Life.